# Igor Bułanin
Igor Aleksandrowicz Bułanin, ros. Игорь Александрович Буланин (ur. ?, zm. 4 grudnia 1943 r. w Indochinach) – rosyjski wojskowy (miczman), emigrant, dowódca oddziału partyzanckiego w okupowanych Indochinach podczas II wojny światowej.
Służył w rosyjskiej flocie wojennej. Do pocz. 1919 r. brał udział w wojnie domowej po stronie Białych na Froncie Wschodnim. W 1920 r. ukończył korpus morski we Władywostoku. Od czerwca 1921 r. pełnił funkcję szefa wachty okrętu łącznikowego „Patrokł”. We wrześniu tego roku przeniesiono go do Kompanii Morskiej Flotylli Syberyjskiej. Doszedł do stopnia miczmana. Po ewakuacji wojsk Białych w 1922 r., zamieszkał w Szanghaju. W latach 1924–1927 służył tam w policji municypalnej. Następnie przeniósł się do Kantonu, zaś w latach 30. do Sajgonu. Podczas okupacji japońskiej Indochin stanął na czele oddziału partyzanckiego złożonego z członków miejscowych plemion. Schwytany przez Japończyków w wyniku donosu wietnamskich komunistów, 4 grudnia 1943 r. został przez nich rozstrzelany.